# Doris kerguelenensis
Doris kerguelenensis è un mollusco nudibranchio appartenente alla famiglia Dorididae.

## Distribuzione
Antartide, Penisola Antartica, Isole sub-antartiche (Isole Shetland Meridionali, Isole Orcadi Meridionali, Georgia del Sud, Isole Falkland, Isola Bouvet, Isole Kerguelen, Isola Macquarie, Isole Heard), Nuova Caledonia, Cile e Argentina meridionale, Rio de Janeiro (ad alte profondità, dove le acque hanno temperature attorno ai 5 °C), da 0 a 740 metri di profondità.